# Triumphbogen (Bukarest)

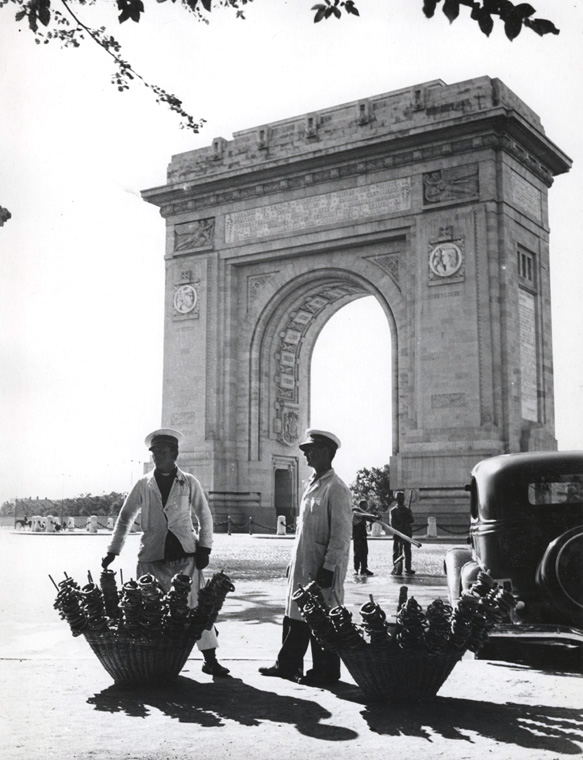
Triumphbogen in Bukarest

Arcul de Triumf ist ein Triumphbogen in der rumänischen Hauptstadt Bukarest.
Das Bauwerk wurde zu Ehren des Triumphes im Ersten Weltkrieg errichtet. Ein erster Vorläufer wurde 1878, nach Erlangung der Selbständigkeit des Landes, provisorisch aus Holz errichtet. Dieses Bauwerk wurde 1922 durch ein größeres, immer noch provisorisches aus Holz und Stuck ersetzt – woraufhin der berühmte rumänische Musiker und Komponist George Enescu einen spöttischen Brief an den Bürgermeister mit der Frage schrieb, wann denn die Hauptstadt einmal einen echten Triumphbogen erhalten werde. 
Der jetzige Triumphbogen wurde 1935 bis 1936 von Petre Antonescu nach dem Vorbild des Arc de Triomphe de l’Étoile in Paris zu einem riesigen Bauwerk nach klassisch-römischer Art vollendet und zum Nationalfeiertag am 1. Dezember 1936 eingeweiht – ein Beispiel dafür, dass jahrzehntelange bombastische Provisorien in Bukarest durchaus Tradition haben. Der Arcul de Triumf ist mit zahlreichen Eintragungen und bemerkenswerten Reliefs verziert. Die Umrisse sind die eines Rechtecks mit einer Grundfläche von 25 × 11,50 m. Die Öffnung des Bogens ist 11 m hoch und 9,50 m breit.
Bekannte Bildhauer wie Frederic Storck, Ion Jalea und Cornel Medrea haben zur Fertigung dieses Denkmals beigetragen. Wie in Paris strömt auch hier der Verkehr von einer Reihe großer Straßen sternförmig auf den mächtigen Bogen zu.